# Daniel Voysin de la Noiraye
Daniel Voysin de La Noiraye (1655–1717), pan de Mesnil-Voysin, de Bouray, du Plessis, de La Noraye, de Ionville i de Lardy był francuskim szlachcicem i politykiem. Od 2 lipca 1714 do 2 lutego 1717 roku był kanclerzem Francji, a od  9 czerwca 1709 do 1715 – sekretarzem wojny.
Syn Jeana-Baptiste'a Voysina, pana de la Noiraye (zm. 1672) i Madeleine Guillard (ok.1629-1700). W roku 1683 sam poślubił   Charlotte Trudaine (1664-1714) – mieli razem 4 dzieci:
- Madeleine Charlotte (ok.1686-1729)
- Marie Madeleine (1690-1722)
- Charlotte (ok.1692-1723)
- Marie

Służył jako maître des requêtes, a w 1688 roku był intendentem  Hainaut, od 1694 – radca stanu (conseiller d'État) i inspektor szkoły w Saint-Cyr założonej przez markizę de Maintenon. W 1701 roku został jej dyrektorem.  W roku 1714, został kanclerzem Francji i strażnikiem pieczęci (garde des Sceaux) zastępując Pontchartraina, który popadł w niełaskę.